# Der silberne Schlüssel

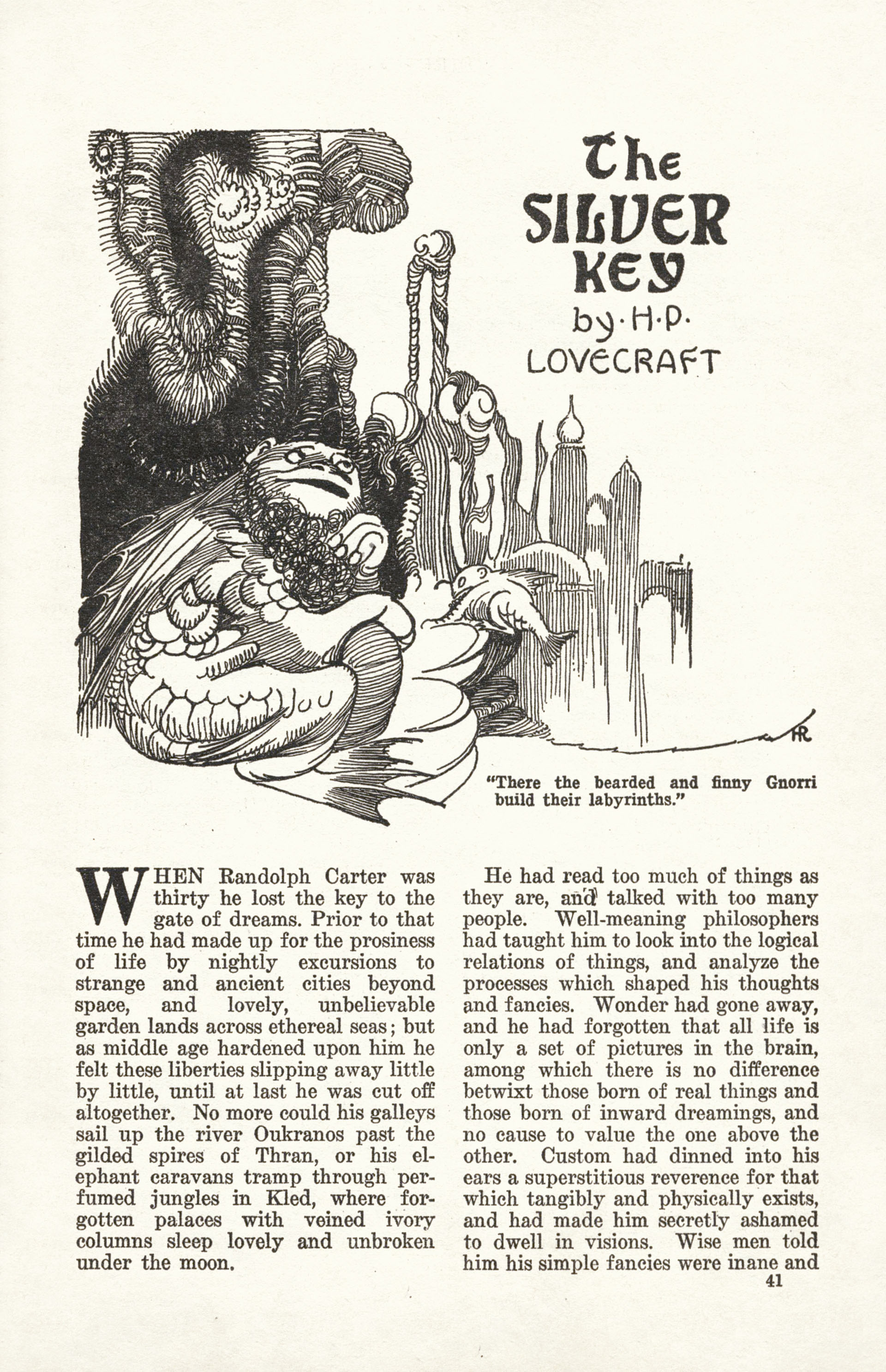
Erste Seite der Kurzgeschichte The Silver Key, wie sie erstmals 1929 im Weird Tales Magazin erschienen ist. Illustration von Hugh Rankin.

Der silberne Schlüssel (englischer Originaltitel: The Silver Key), auch Der Silberschlüssel, ist eine Kurzgeschichte des amerikanischen Horrorautors H.P. Lovecraft. Erschienen ist sie erstmals im Januar 1929 im Pulp-Magazin Weird Tales. Verfasst wurde sie bereits im Herbst 1926. Sie gehört zu einer Reihe weiterer Kurzgeschichten Lovecrafts und behandelt die Ereignisse rund um Randolph Carters Rückkehr in das Reich der Träume.

## Inhalt
Der Erzähler der Geschichte ist ein unbekannter Freund des Protagonisten Randolph Carter. Erst in Durch die Tore des silbernen Schlüssels (1933) gibt er sich namentlich zu erkennen. Er berichtet:
Im Alter von 30 Jahren verlor Randolph Carter den Schlüssel zum Tor der Träume. Als kleiner Junge hatte er die Gabe, in nächtlichen Ausflügen an weite unbekannte Orte jenseits unserer bekannten Welt zu reisen. Mit steigendem Alter und der damit einhergehenden gesellschaftlichen Teilhabe entschwand diese Gabe allmählich. Für Randolph war das Leben nur eine „Folge von Bildern im Gehirn, bei denen es egal ist, ob sie der Wirklichkeit oder Träumereien entstammen“.Jedoch machten ihn lehrreiche Texte, weise Männer und Philosophen darauf aufmerksam, dass sich seine fantastischen Traumbilder analysieren und logisch erklären lassen. Randolph schämte sich für seine früheren Traumreisen und begann sich der Wissenschaft und damit allem Erklärbaren zu widmen. Enttäuscht und unerfüllt vom alltäglichen Leben, suchte er Trost im kirchlichen Glauben. Nach näherer Betrachtung des Konzepts der Religion, blieb jedoch auch hier der erhoffte Ausweg aus der Realität aus. Etliche philosophische Sackgassen führten letztendlich zur völligen Teilnahmslosigkeit an realen Ereignissen. Selbst der Erste Weltkrieg, in dem er diente, kümmerte ihn wenig. Da Randolph auch dem Konzept der Freundschaft keinen Sinn abgewinnen konnte, war er ein Einzelgänger. Selbst zu seiner Familie hatte er keinen Kontakt. Allein sein verstorbener Großvater Edmund Carter und sein verstorbener Großonkel Christopher verstanden Randolphs sonderliche Lebensphilosophie.
In seiner völligen Verzweiflung begann er wieder damit, Bücher zu schreiben. Da diese allerdings, im Vergleich zu seinen früheren Schriften, viel besser bei der verblendeten breiten Masse ankamen, gab er sich letztendlich seinen Illusionen hin. Er besorgte sich immer seltsamere Bücher und beschloss immer ungewöhnlicher zu leben. Im Zuge seiner tiefgehenden Recherchen zum Okkultismus lernte er einen viel belesenen Mann (Harley Warren) kennen, bei dem er sieben Jahre blieb. Als dieser jedoch eines Nachts auf einem Friedhof verschwand, kehrte Randolph nach Arkham, seiner Heimatstadt, zurück und gab seine Hoffnung, je wieder in die Traumwelt zu gelangen, auf. Getrieben von der Sinnlosigkeit aller wirklichen Dinge, besorgte er sich eine Flüssigkeit, mit der er sich umbringen wollte. Er zögerte jedoch und allmählich schlich sich wieder „ein Hauch von Magie und Erwartung“ in seinen Schlaf. In einem seiner Träume tauchte sein Großvater auf, der ihm von ihrem uralten Stammbaum und einem silbernen Schlüssel auf Randolphs Dachkammer erzählte. In einem eigenartigen Kästchen voller grässlicher Schnitzereien fanden Carter und sein Diener Parks den mit Arabesken bedeckten und in Pergament gewickelten Schlüssel.
Nachdem Randolph den Schlüssel reinigte und ihn neben sein Bett legte, wurden seine Träume immer lebhafter. Sie gaben ihm das Gefühl, sich seiner Vergangenheit widmen zu müssen und so machte er sich auf den Weg zum einsamen Landsitz seiner Familie. Dort angekommen ließ er seinen Wagen am Waldrand stehen und stieg den Hügel, auf dem sich das Anwesen der Carters befand, zu Fuß hinauf. Es wurde immer dunkler und Randolph begann Dinge zu sehen, die nur seiner Kindheitserinnerung entsprungen sein konnten. Plötzlich hörte er Benijah Corey, den ehemaligen Diener seines Großonkels, nach ihm rufen, der ihn anschließend zum Abendbrot ins Haus der Carters brachte. Allmählich schwand seine Erinnerung an sein bisheriges Leben und er fand sich als kleiner Junge in der Obhut seines „Onkel Chris“ und seiner „Tante Martha“. Nach dem Essen ging Randolph ins Bett. Den Schlüssel ständig bei sich, konnte es Carter am nächsten Morgen kaum erwarten, die gefürchtete Schlangengrube aufzusuchen, in der er als kleines Kind gern spielte. Als er die seltsame Höhle erreichte, stieg er immer tiefer in sie hinab. Instinktiv zückte er seinen Schlüssel und näherte sich der hintersten Wand. Der junge Randolph kehrte unversehrt und mit einer eigenartigen hellseherischen Gabe zurück. Der alte Randolph verschwand jedoch an jenem Abend, als er sich auf die Suche nach dem Familiensitz begab. Das Kästchen mit dem Pergament blieb im Auto zurück. Seine Familie möchte nun Randolphs Besitztümer unter seinen Erben aufteilen. Doch der Erzähler der Geschichte ist davon überzeugt, dass Randolph noch lebt und nun in den Traumländern unterwegs ist. Er selbst nimmt sich vor, Randolph bald in der Traumstadt Ulthar zu treffen.

## Form
Wie für Werke Lovecrafts typisch, wird weitestgehend stark zeitraffend und chronologisch erzählt. Die Geschichte beginnt mit Randolph Carters dreißigstem Lebensjahr und endet, als er fünfundvierzig ist. Besonders auffällig ist Randolphs anfängliches philosophisches Dilemma, welches einem sokratischen Dialog ähnelt. Er hinterfragt die Wirklichkeit der Dinge, kommt aber zu keiner eindeutigen Erkenntnis. Als er den silbernen Schlüssel findet und sich auf den Weg zum ehemaligen Landsitz der Familie macht, hört er Benijah Corey nach ihm rufen. Dieser ist die einzige Figur, die in direkter Rede spricht.
Der personale Erzähler platziert die Geschichte innerhalb einer Rahmenerzählung, was erst nach Randolphs Verschwinden bekannt wird. Um wen es sich bei dem Erzähler handelt, wird in Der silberne Schlüssel nicht aufgeklärt. Erst in Durch die Tore des silbernen Schlüssels wird der Erzähler als „Ward Phillips“ identifiziert, ein alter Brieffreund Carters aus Providence, Rhode Island. Er denkt, dass Randolph noch lebt und spricht davon, dass er die bevorstehende Aufteilung der Besitztümer Carters verhindern wird. Beide besuchten gern eine bestimmte Traumstadt und er hofft ihn dort zu treffen, um endlich den silbernen Schlüssel zu sehen. Laut dem Literaturwissenschaftler S.T. Joshi benutzte Lovecraft den Namen „Ward Phillips“ als Pseudonym in Verbindung mit seinen vor 1922 verfassten Gedichten.

## Inspiration
Aufgrund einzelner Details zur Topographie und zu den Namen der Charaktere wird angenommen, dass die Geschichte auf Lovecrafts Besuch der Stadt Foster, westlich von Rhode Island, im Oktober 1929 basiert. Der Name Benijah Corey scheint eine Mischung aus den Namen Benejah Place und Emma Corey Phillips zu sein. Ersterer war der Besitzer einer Farm gegenüber der Straße von Lovecrafts Unterkunft. Emma Corey Phillips war die Witwe von Walter Herbert Phillips, dessen Grab Lovecraft vermutlich auf seiner Reise gesehen hatte.

## Stellung in der Literaturgeschichte

### Einordnung ins Werk des Autors
Randolph Carter ist eine der am häufigsten auftauchenden Figuren in Lovecrafts Werken. Aufgrund seiner Darstellung als melancholischer und kommerziell erfolgloser Schriftsteller, wird angenommen, dass es sich bei Randolph um ein Alter Ego Lovecrafts handelt.Da in Lovecrafts Geschichten um Randolph Carter verschiedene Zeitachsen angedeutet werden, gestaltet es sich schwierig diese chronologisch aufzulisten. Der silberne Schlüssel deckt Randolphs dreißigstes bis fünfundvierzigstes Lebensjahr ab. In dieser Zeit müssen sich nacheinander Die Traumsuche nach den unbekannten Kadath (1943), Die Aussage des Randolph Carter (1920) und Das Unnennbare (1925) zugetragen haben. Im Roman Der Fall Charles Dexter Ward (1943) wird Randolph Carter kurz erwähnt. In Der silberne Schlüssel wird der vierundfünfzigjährige Carter wieder in seine Kindheit versetzt, was den Zyklus von neuem beginnen lässt. Da der erwachsene Randolph aber immer noch existiert, gehen seine Abenteuer in der Geschichte Durch die Tore des silbernen Schlüssels (1934) und Aus Äonen (1935) weiter.Der silberne Schlüssel wird außerdem als Widererzählung Lovecrafts früherer Kurzgeschichte Die Gruft (1922) begriffen.

### Stellung in der Literaturgeschichte
Es wird davon ausgegangen, dass Der silberne Schlüssel strukturell vom Prolog J.K. Huysmans Gegen den Strich (1884) abgeleitet ist, da der Hauptcharakter eine ähnliche philosophische Krise durchlebt. Gegen den Strich von Joris-Karl Huysmans ist ein Vertreter der Epoche Dekadenzdichtung und kritisiert, ähnlich wie Lovecrafts Der silberne Schlüssel, den Naturalismus.

## Themen
In der Forschung wurden folgende drei Themenbereiche als zentral für die Kurzgeschichte erachtet:

### Kritik am literarischer Realismus
Gerade zu Beginn der Geschichte zeichnet sich der Text durch seine philosophische Form aus. Nachdem Randolph Carter für seine lebhaften Träume zunehmend verhöhnt wurde, kritisierte er zunächst den literarischen Realismus, indem er die populären Ansichten in Relation zu seinen setzt: 
„Und so versuchte Carter zu leben, wie andre leben, und gab vor, dass die gewöhnlichen Geschehnisse und die Empfindungen weltlicher Gemüter bedeutsamer seien als die Fantasien seltener und zärtlicher Seelen. Er widersprach nicht, als man ihm sagte, der animalische Schmerz eines verletzten Schweins oder eines Bauern mit Verdauungsstörungen seien großartiger als die unerreichte Schönheit Naraths mit seinen hundert aus Chalzedon gemeißelten Portalen und Kuppeln, an die er sich dunkel aus seinen Träumen erinnerte [...].“

### Religionskritik
Besonders eindringlich ist auch die Kritik an der konventionellen Religion. Da der kirchliche Glaube gesellschaftlich anerkannter war als seine persönlichen Überzeugungen, schließt er sich der Kirche an und erhofft sich so einen Ausweg aus der Realität. Doch bei näherer Betrachtung erkannte er, dass ihn selbst die vermeintlichen Ideologien der Religion nicht befriedigten. Lovecraft spezifiziert in seinem Text allerdings nicht, um welche Glaubenslehre es sich genau handelt.  
„Es ermüdete Carter zu sehen, wie Menschen voll heiligen Ernstes versuchten, irdische Wirklichkeit aus alten Mythen herzuleiten, die doch von ihrer Wissenschaft, auf die sie so stolz waren, von Anfang bis Ende widerlegt wurden.“

### Kritik an der Boheme
Seine größte Aufmerksamkeit widmete er den Bohemiens. Gegen die breite Gesellschaft hegte Randolph Carter besonderen Groll. Im Zuge seiner Religionskritik wird davon gesprochen, wie viel hässlicher er die Menschen findet, welche die alten Mythen ganz verworfen hätten. In einem längeren Abschnitt kritisiert er ihre leichtlebige und unkonventionelle Künstlernatur: 
„Erfüllt von bigotten, voreingenommenen Illusionen über Gerechtigkeit, Freiheit und Stabilität verwarfen sie die alten Lehren, die alten Bräuche und den alten Glauben. [...] Da sie diesen künstlichen Rahmen verloren hatten, fehlte es ihrem Leben zunehmend an Zielen und aktiven Interesse, bis sie schließlich ihre Langeweile nur noch in Hast und vorgeblich nützlichen Tätigkeiten, in Lärm und Erregung, gefühllosen Schauspielen und tierischen Lüsten zu ertränken vermochten. Verblasste der Reiz dieser Dinge und brachte Enttäuschung oder Überdruss mit sich, dann kultivierten diese Menschen Ironie und Verbitterung und suchten die Fehler in der gesellschaftlichen Ordnung. Nie wurde ihnen bewusst [...] dass die Zufriedenheit des einen Moments bereits die Zerstörung des nächsten in sich trägt. Ruhige und beharrliche Schönheit gibt es nur im Traum [...].“
 Der Text stellt im Allgemeinen eine fiktionalisierte Veranschaulichung Lovecrafts persönlicher sozialen, ethischen und ästhetischen Philosophie dar. Dementsprechend wird die Geschichte auch als philosophische Schmährede Lovecrafts gewertet.

## Rezeption

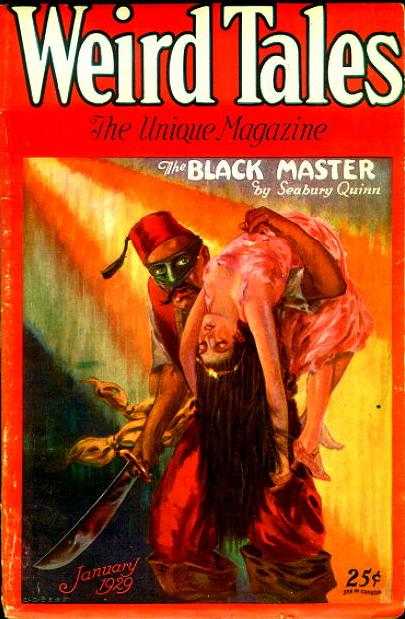
Titelseite der Januar 1929 Ausgabe des Weird Tales Magazins, in dem The Silver Key erstmals erschienen ist. Illustration von C.C. Senf.

### Rezeption beim Erscheinen
Als Lovecraft The Silver Key im Sommer 1927 erstmals bei Weird Tales einreichte, lehnten sie die Geschichte ab. Farnsworth Wright, der Herausgeber des Magazins, bat ihn später darum, die Geschichte nochmals vorzulegen und kaufte sie anschließend für 70 $. Nach ihrer Erscheinung berichtete Wright jedoch, dass die Geschichte auf heftige Abneigung gestoßen sei. Die Leserbriefe dazu wurden nie von ihm veröffentlicht.

### Wirkungsgeschichte
Insgesamt wurde The Silver Key in fünf Sprachen übersetzt:  Französisch, Italienisch, Portugiesisch, Spanisch und Deutsch. In der Popkultur ist Der silberne Schlüssel vergleichsweise wenig populär. Ein 2010 erschienener Kurzfilm namens „The Silver Key“ behandelt Randolph Carters Übergang ins Reich der Träume. In der Musik wird die Geschichte von der kanadischen Death-Metal-Band NecronomicoN im 1996 erschienenen Album „The Silver Key“ unter gleichnamigem Titel aufgegriffen. Auch auf dem 1999 erschienenen Album „Pharao of Gods“ findet sich ein Titel namens „The Silver Key“.

### Textausgaben
- H.P. Lovecraft: The Silver Key. In: Weird Tales. Vol. 13 Nr. 1, Januar 1929. Popular Fiction Publishing Co.
- H.P. Lovecraft: Der Silberschlüssel. In: Die Katzen von Ulthar und andere Erzählungen. Phantastische Bibliothek. Suhrkamp, Frankfurt am Main 1980, ISBN 3-518-37125-8 (Originaltitel: The Cats of Ulthar and Other Stories. Übersetzt von Michael Walter).
- H.P. Lovecraft: Der silberne Schlüssel. In: Der silberne Schlüssel. Fantasiegeschichten. Eine Festa Originalausgabe. Festa, Leipzig 2013, ISBN 978-3-86552-290-0 (Originaltitel: The Silver Key. Übersetzt von Andreas Diesel und Felix F. Frey).
- H.P. Lovecraft: Der silberne Schlüssel. In: Cthulhus Ruf: Das Lesebuch. Fischer Tor, Frankfurt am Main 2019, ISBN 978-3-596-70478-1 (Originaltitel: The Silver Key. Übersetzt von Andreas Fliedner und Alexander Pechmann).

### Sekundärliteratur
- S. T. Joshi: H.P. Lovecraft: Leben und Werk. Band 2. Golkonda, München 2020, ISBN 978-3-944720-52-4 (Originaltitel: I Am Providence. The Life and Times of H.P. Lovecraft. Übersetzt von Andreas Fliedner).
- S. T. Joshi and David E. Schultz: An H.P. Lovecraft Encyclopedia. Greenwood Press, Westport, Connecticut / London 2001, ISBN 978-0-313-31578-7